# Amy Heckerling
Amy Heckerling (Nueva York, 7 de mayo de 1954) es una directora y productora de cine estadounidense. Fue alumna de la Universidad de Nueva York y del Instituto Estadounidense de Cine. Ha tenido una carrera comercialmente exitosa con películas que incluyen Fast Times at Ridgemont High, European Vacation, Look Who's Talking y Clueless.
Heckerling recibió la Medalla Alumni Franklin J. Schaffner, que celebra sus talentos creativos y sus logros artísticos.

## Filmografía

### Cine y televisión
| Año     | Título                               | Rol                                | Notas                                                |
| ------- | ------------------------------------ | ---------------------------------- | ---------------------------------------------------- |
| 1977    | Getting It Over With                 | Directora / escritora              | Cortometraje                                         |
| 1982    | Fast Times at Ridgemont High         | Directora                          |                                                      |
| 1984    | Johnny Dangerously                   | Directora                          |                                                      |
| 1985    | National Lampoon's European Vacation | Directora                          |                                                      |
| 1986    | Fast Times                           | Productora / directora             | Serie de televisión                                  |
| 1988    | Life on the Flipside                 | Productora                         | Película para TV                                     |
| 1989    | Look Who's Talking                   | Directora / escritora              |                                                      |
| 1990    | Look Who's Talking Too               | Directora / escritora              |                                                      |
| 1991-92 | Baby Talk                            | Creadora                           | Serie de TV                                          |
| 1993    | Look Who's Talking Now               | Productora                         |                                                      |
| 1995    | Clueless                             | Directora / escritora / productora |                                                      |
| 1996-99 | Clueless                             | Creadora / productora              | Serie de TV                                          |
| 1998    | A Night at the Roxbury               | Productora                         |                                                      |
| 1999    | Molly                                | Productora ejecutiva               |                                                      |
| 2000    | Loser                                | Directora / escritora / productora |                                                      |
| 2005    | The Office                           | Directora                          | Episodio: "Hot Girl"                                 |
| 2007    | I Could Never Be Your Woman          | Directora / escritora              |                                                      |
| 2012    | Vamps                                | Directora / escritora              |                                                      |
| 2012    | Gossip Girl                          | Directora                          | Episodios: "Father and the Bride" y "Monstrous Ball" |
| 2015-17 | Red Oaks                             | Directora                          | Serie de TV                                          |
| 2019    | Wish Dragon                          | Codirectora                        |                                                      |